# Tasikmalaya
Tasikmalaya este un oraș din Indonezia.